# FAO Schwarz
 (mars 2017).
Si vous disposez d'ouvrages ou d'articles de référence ou si vous connaissez des sites web de qualité traitant du thème abordé ici, merci de compléter l'article en donnant les références utiles à sa vérifiabilité et en les liant à la section « Notes et références ».
FAO Schwarz est le nom d'une chaîne de magasins de jouets, fondée en 1862 à New York par un immigrant allemand, Frederick August Otto Schwarz. Le nom original du magasin était Toy Bazaar. 
Le magasin de New York, était situé sur la cinquième avenue au niveau de la 58e rue. C'était le plus grand magasin de jouets au monde, devant le Toys'R'us de New York.
En mai 2009, Toys "R" Us acquiert la marque.
Le magasin ferme ses portes en juillet 2015. Il rouvre en novembre 2018, et est désormais situé au rez-de-chaussée du Comcast Building, gratte-ciel principal du Rockefeller Center.